# MMOFPS
Massively multiplayer online first-person shooter (укр. масовий багатокористувацький шутер від першої особи) — різновид відеоігор, що поєднує ігровий процес шутера з виглядом від першої особи з великою кількістю гравців, підключених через Інтернет. Це категорія MMOG, яка також відома як MMOFPRPSG (англ. Massively Multiplayer Online First Person Role Playing Shooter Game — браузерна онлайнова рольова гра — шутер від першої особи).